# Sacha Guitry
Alexandre Georges-Pierre Guitry (ur. 21 lutego 1885 w Petersburgu, zm. 24 lipca 1957 w Paryżu) – francuski reżyser filmowy i teatralny, aktor, scenarzysta i dramaturg. 

## Życiorys
Był synem Luciena Guitry’ego, jednego z najwybitniejszych francuskich aktorów z przełomu XIX i XX wieku. Był pięciokrotnie żonaty, wszystkie jego żony były aktorkami.
W 1931 otrzymał Krzyż Komandorski Orderu Odrodzenia Polski.
Jest pochowany na Cmentarzu Montmartre w Paryżu.

## Wybrana filmografia
Reżyser:
- Romans szulera (1936)
- Perły korony (1937)
- Aktor (1948)
- Kulawy diabeł (1948)
- Trucizna (1951)
- Życie uczciwego człowieka (1953)
- Gdyby Wersal mógł mi opowiedzieć (1954)
- Gdyby Paryż mi to opowiedział (1955)
- Napoleon (1955)
- Mordercy i złodzieje (1957)